# Israel Friedlander
Pour les articles homonymes, voir Friedlander.
Israel Friedlander (également transcrit Friedlaender) (né le 8 septembre 1876, à Włodawa, Pologne et mort le 5 juillet 1920, à Kamenets-Podolski, Ukraine) est un rabbin américain d'origine polonaise, un des fondateurs du mouvement Young Israel qui fait partie du Judaïsme orthodoxe moderne. Lors d'un voyage en Ukraine le 5 juillet 1920 pour aider la population juive, il est assassiné. Il avait 43 ans.

## Biographie
Israel Friedlander est né le 8 septembre 1876, à Włodawa, Pologne. Il est le fils  de Pinchas-Friedlaender et de 
Gittel Friedlaender (née Ehrlich).
Sa famille va s'établir à Varsovie, lorsqu'il a 2 ans. 

### Berlin
En 1895, il commence ses études rabbiniques au Séminaire rabbinique Hildesheimer de Berlin. Il y reste jusqu'en 1900. Il étudie en même temps les langues sémitiques à l'université de Berlin.

### Carrière académique
En 1900, Israel Friedlander décide de poursuivre une carrière académique.

#### Strasbourg
Il va étudier à l'université de Strasbourg avec Theodor Nöldeke et reçoit son doctorat en 1901. En 1902 il devient chargé de cours en Langues sémitiques à l'université de Strasbourg.

#### New York
En 1903, Solomon Schechter lui propose de devenir professeur de Bible et de philosophie au Jewish Theological Seminary of America de New York. Il accepte et devient aussi plus tard professeur d'histoire juive.

### Famille
Israel Friedlander épouse Lilian Ruth (née Bentwich), le 26 septembre 1905. Elle est née le 18 janvier 1882 à Londres, Royaume-Uni et elle est morte le 31 octobre 1954 à Beit Daniel, Israël.
Ils ont 3 fils: Robert Herzl Friedlaender (né le 25 décembre 1906, à New York et mort en février 1995 à Garland (Hot Springs), Arkansas), Benzion ""Benny" Max Friedlaender (né le 4 juillet 1910 et mort le 12 février 1996, un chimiste), et Daniel Balfour Friedlaender (né le 4 octobre 1918 à New York et mort le 13 octobre 1936 à Chicago, Illinois, un pianiste) et 3 filles: Carmel Friedlander (épouse Agranat), Judith-Susanna Shoshana Friedlaender and Joy Nechama friedlander (épouse Goldschmidt) né le 31 juillet 1915).